# Szynkowce
Szynkowce (biał. Шынкаўцы; Szynkaucy, ros. Шинковцы, Szynkowcy) – wieś na Białorusi, w obwodzie grodzieńskim, w rejonie szczuczyńskim, w sielsowiecie Dziembrów.
Pod zaborem rosyjskim Szynkowce znajdowały się w gminie (wołosti) Lack, w  powiecie (ujeździe) lidzkim guberni wileńskiej. Należały do Druckichy-Lubeckich.
W dwudziestoleciu międzywojennym wieś Szynkowce leżała w Polsce, kolejno w gminach Lack (do 1920), Dziembrów (do 1929) i Ostryna, początkowo w powiecie lidzkim, a następnie w powiecie szczuczyńskim województwa nowogródzkiego.